# Dido (mitológia)

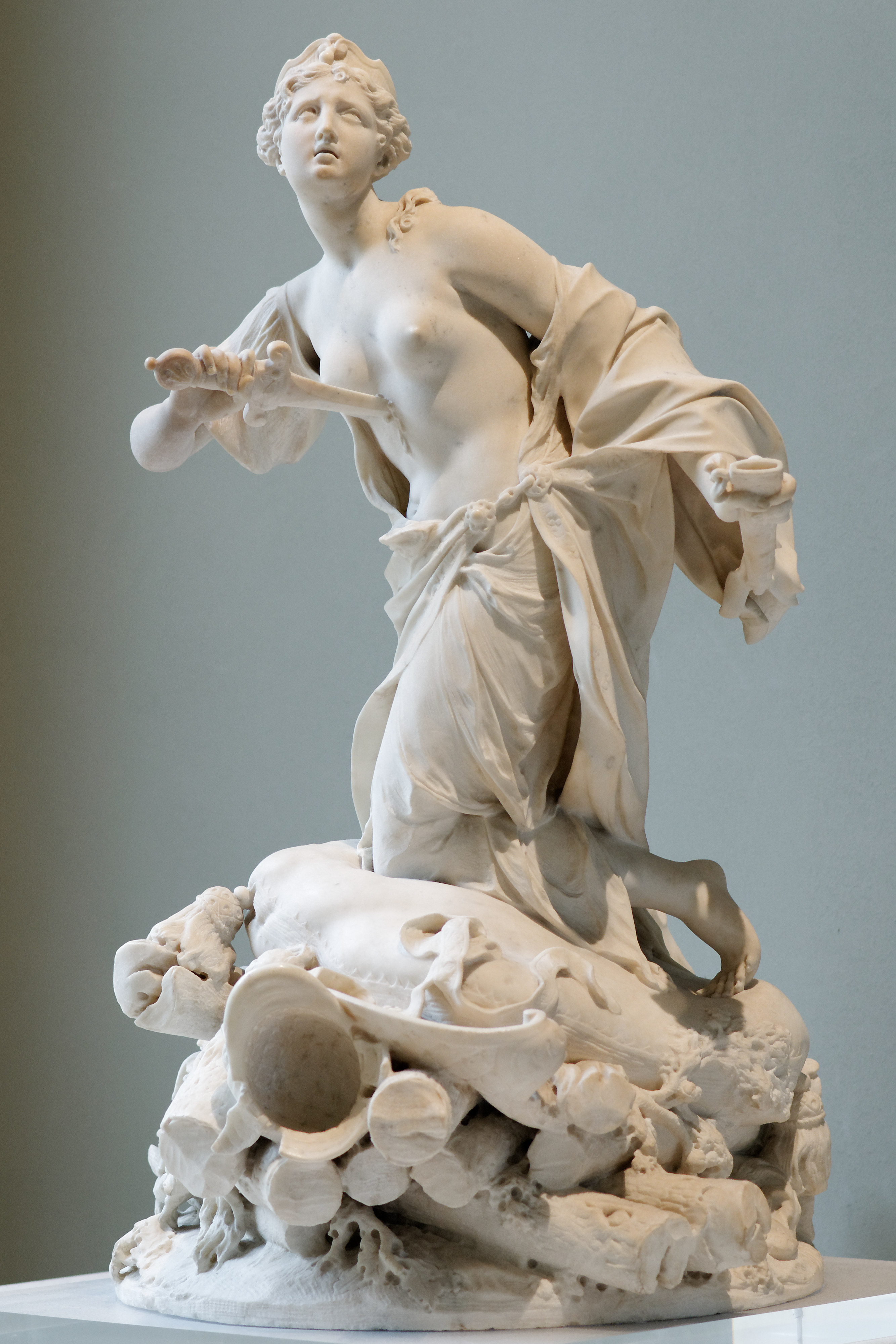
Augustin Cayot: Dido halála, 1711 (Louvre)

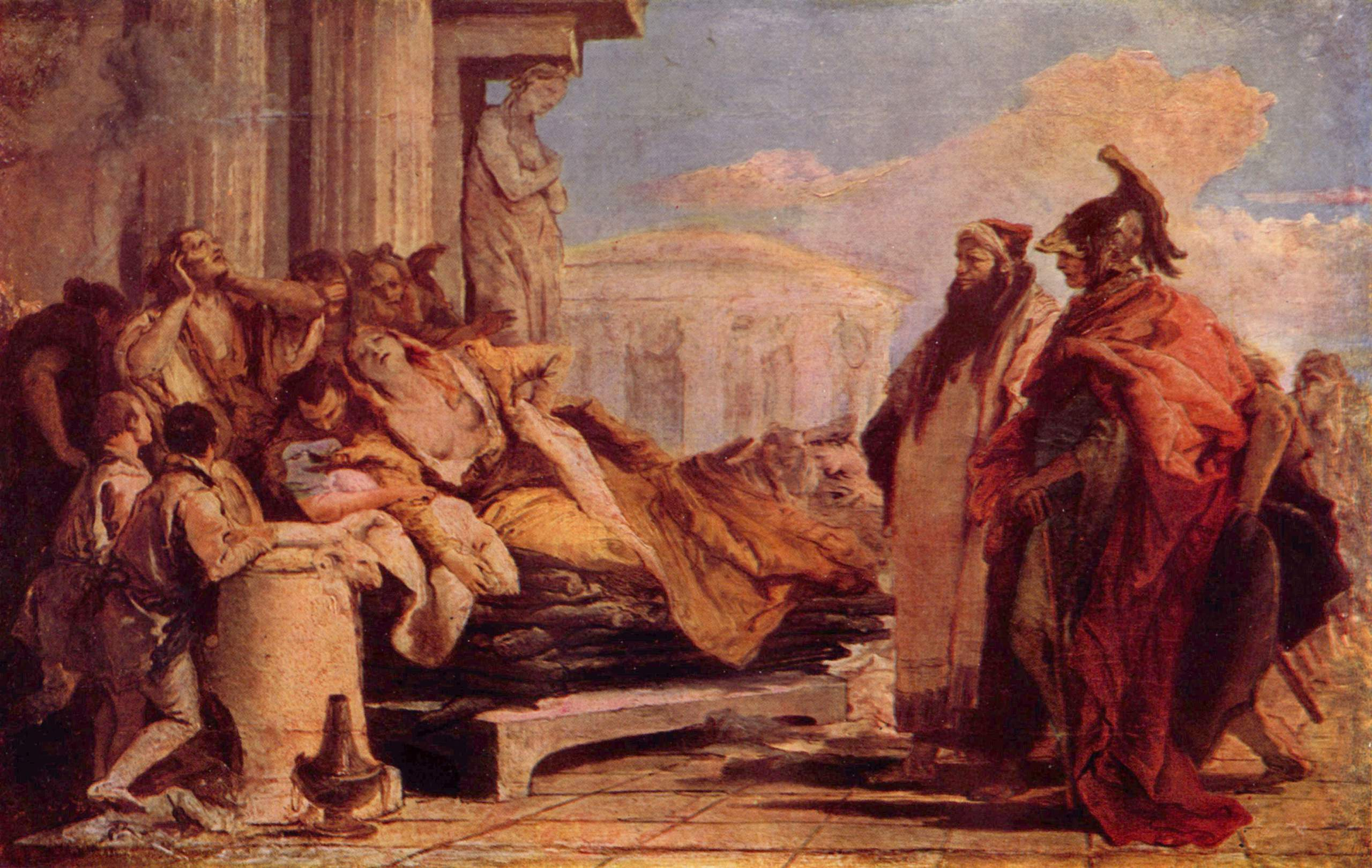
Giovanni Battista Tiepolo: Dido halála (18. század közepe) Moszkva, Puskin Múzeum

Dido (más néven Elissa) Karthágó királynője a római mitológiában.

## Dido története
Bélosz (Belus) türoszi király leányaként született, majd egy Sychaeus nevű gazdag föníciai nemeshez ment feleségül. Apjuk halála után Dido bátyja, Pygmalion lett Türosz királya, és hamarosan orvul megölette Sychaeust, mert a vagyonára ácsingózott. Dido sok olyan honfitársával, akik szintén megelégelték Pygmalion zsarnokságát, hajón menekült, és Afrika északi partján alapított új várost. Egy korai hagyomány szerint a környék ura, Iarbas király annyi földet ígért neki, amennyit egy ökör bőrével be tud takarni. Dido a bőrt vékony csíkokra hasította, és körülkerítette vele azt a dombot, amelyre később Karthágó fellegvárát építették. Iarbas feleségül akarta venni Didót, de erőszakos közeledése elől a királyné a máglya tüzébe menekült.
Vergilius egy másik hagyományt ír le (ezt előtte már Naevius is feldolgozta). Eszerint egy vihar az épülő Karthágóban vetette partra az új hazát kereső Aineiaszt (Aeneas). Dido szívesen fogadta a jövevényeket, meghallgatta a vezér beszámolóját Trója pusztulásáról és keserves bolyongásairól, és beleszeretett az ifjúba. Aineiasz sem maradt közömbös, de Zeusz parancsára tovább kellett hajóznia népével végleges hazájába, Itáliába. A csalódott királyné megátkozta hűtlen szerelmesét, majd távozása után máglyán elégette magát.
Később, az alvilágban Dido még egyszer megpillanthatta Aineiaszt, de szívfájdalmától már szólni sem akart hozzá: rá sem nézett, inkább elfutott előle.

## Utóélete
Dido története az Aeneisben Vergilius irodalmi munkásságának csúcspontja, számos későbbi szerzőt is megihletett. Dido átka a későbbi római–pun viszályok mitologikus megokolásának is tekinthető.
A máglyán elhamvadó Dido alakja a barokk festők kedvelt témája volt; a legismertebb talán Rubens képe.
Az operairodalom klasszikusai közé tartozik:
- Henry Purcell: Dido és Aeneas, valamint
- Hector Berlioz: A trójaiak Karthágóban

című műve.

## Ajánlott források
- Ókori lexikon I–II. Szerk. Pecz Vilmos. Budapest: Franklin Társulat. 1902–1904.